# Европейский маршрут E119
E119 (Европейский маршрут Е119, также известная как трасса "Каспий") – автомобильная дорога федерального значения и европейский маршрут на территории России, соединяющая Москву и Астрахань через Тамбов и Волгоград. Часть этой трассы, проходящая через Тамбовскую область, ранее была известна как М6 "Каспий", но с 2018 года была переименована в Р22. Таким образом, "Е119" относится к дороге, которая охватывает этот регион.
E119 является частью европейского маршрута E40 и международного маршрута AH8. Она проходит через Московскую, Тульскую, Рязанскую, Тамбовскую, Воронежскую, Волгоградскую области и Калмыкию, завершаясь в Астраханской области.